# Alexander Nedowessow
Alexander Sergejewitsch Nedowessow (russisch Александр Сергеевич Недовесов, ukrainisch Олександр Сергійович Недовєсов Oleksandr Serhijowytsch Nedowjessow, englisch Aleksandr Nedovyesov; * 15. Februar 1987 in Aluschta, Oblast Krim, Ukrainische SSR, Sowjetunion) ist ein ukrainischer Tennisspieler, der seit 2014 für Kasachstan spielt.

## Karriere
Nedowessow spielt hauptsächlich auf der ATP Challenger Tour und konnte dort schon Erfolge erzielen. Er gewann bisher fünf 14 Titel in der Doppelkonkurrenz und 3 Titel in der Einzelkonkurrenz. Im Oktober 2013 durchbrach er daraufhin erstmals die Top 100 der Tennisweltrangliste im Einzel, als er auf Rang 99 notiert war. Seit der Saison 2014 tritt er unter kasachischer Flagge an.
Außerdem gehörte er 2005 zur Auswahl der ukrainischen Davis-Cup-Mannschaft und bestritt dabei ein Spiel. Er verlor dieses gegen den ungarischen Spieler Sebő Kiss in drei Sätzen. Zu einem erneuten Einsatz für die Ukraine kam es nicht. 2014 debütierte er für Kasachstan.

## Erfolge
| Legende (Anzahl der Titel) |
| -------------------------- |
| Grand Slam                 |
| ATP Tour Finals            |
| ATP Tour Masters 1000      |
| ATP Tour 500               |
| ATP Tour 250 (3)           |
| ATP Challenger Tour (28)   |

| ATP-Titel nach Belag |
| -------------------- |
| Hartplatz (1)        |
| Sand (2)             |
| Rasen (0)            |

### Einzel

#### Turniersiege
| Nr. | Datum              | Turnier | Belag         | Finalgegner    | Ergebnis |
| --- | ------------------ | ------- | ------------- | -------------- | -------- |
| 1.  | 16. Juni 2013      | Prag    | Sand          | Javier Martí   | 6:0, 6:1 |
| 2.  | 22. September 2013 | Stettin | Sand          | Pere Riba      | 6:2, 7:5 |
| 3.  | 27. Oktober 2013   | Kasan   | Hartplatz (i) | Andrei Golubew | 6:4, 6:1 |

### Doppel

#### Turniersiege

##### ATP Tour
| Nr. | Datum             | Turnier | Belag         | Partner         | Finalgegner                   | Ergebnis          |
| --- | ----------------- | ------- | ------------- | --------------- | ----------------------------- | ----------------- |
| 1.  | 23. Juli 2023     | Båstad  | Sand          | Gonzalo Escobar | Francisco Cabral Rafael Matos | 6:2, 6:2          |
| 2.  | 11. November 2023 | Sofia   | Hartplatz (i) | Gonzalo Escobar | Julian Cash Nikola Mektić     | 6:3, 3:6, [13:11] |
| 3.  | 7. April 2024     | Estoril | Sand          | Gonzalo Escobar | Sadio Doumbia Fabien Reboul   | 7:5, 6:2          |

##### ATP Challenger Tour
| Nr. | Datum              | Turnier         | Belag         | Partner                 | Finalgegner                                   | Ergebnis          |
| --- | ------------------ | --------------- | ------------- | ----------------------- | --------------------------------------------- | ----------------- |
| 1.  | 10. September 2006 | Donezk          | Hartplatz     | Oleksandr Jarmola       | Oleksandr Aksjonow Wladyslaw Klymenko         | 6:4, 6:2          |
| 2.  | 12. August 2012    | Samarqand (1)   | Sand          | Iwan Serhejew           | Divij Sharan Vishnu Vardhan                   | 6:4, 7:61         |
| 3.  | 18. Mai 2013       | Samarqand (2)   | Sand          | Farrux Doʻstov          | Radu Albot Jordan Kerr                        | 6:1, 7:67         |
| 4.  | 7. September 2013  | Brașov          | Sand          | Jaroslav Pospíšil       | Teodor-Dacian Crăciun Petru-Alexandru Luncanu | 6:3, 6:1          |
| 5.  | 18. Oktober 2014   | Indore          | Hartplatz     | Adrián Menéndez         | Yuki Bhambri Divij Sharan                     | 2:6, 6:4, [10:3]  |
| 6.  | 11. Januar 2015    | Happy Valley    | Hartplatz     | Andrei Kusnezow         | Alex Bolt Andrew Whittington                  | 7:5, 6:4          |
| 7.  | 15. März 2015      | Guangzhou       | Hartplatz     | Daniel Muñoz de la Nava | Fabrice Martin Purav Raja                     | 6:2, 7:5          |
| 8.  | 19. September 2015 | Istanbul II (1) | Hartplatz     | Andrei Kusnezow         | Aleksandre Metreweli Anton Saizew             | 6:2, 5:7, [10:8]  |
| 9.  | 25. November 2016  | Astana (1)      | Hartplatz (i) | Timur Chabibulin        | Michail Jelgin Denis Istomin                  | 7:67, 6:2         |
| 10. | 6. Oktober 2017    | Almaty          | Sand          | Timur Chabibulin        | Iwan Gachow Nino Serdarušić                   | 1:6, 6:3, [10:3]  |
| 11. | 20. Juli 2019      | Nur-Sultan      | Hartplatz     | Andrei Golubew          | Chung Yun-seong Nam Ji-sung                   | 6:4, 6:4          |
| 12. | 14. September 2019 | Istanbul II (2) | Hartplatz     | Andrei Golubew          | Marek Gengel Lukáš Rosol                      | kampflos          |
| 13. | 18. Januar 2020    | Bangkok         | Hartplatz     | Andrei Golubew          | Sanchai Ratiwatana Christopher Rungkat        | 3:6, 7:61, [10:5] |
| 14. | 2. Februar 2020    | Quimper         | Hartplatz (i) | Andrei Golubew          | Ivan Sabanov Matej Sabanov                    | 6:4, 6:2          |
| 15. | 21. November 2020  | Orlando         | Hartplatz     | Andrei Golubew          | Mitchell Krueger Jackson Withrow              | 7:5, 6:4          |
| 16. | 31. Januar 2021    | Antalya (1)     | Sand          | Denys Moltschanow       | Luis David Martínez David Vega Hernández      | 3:6, 6:4, [18:16] |
| 17. | 6. Februar 2021    | Antalya (2)     | Sand          | Denys Moltschanow       | Robert Galloway Alex Lawson                   | 6:4, 7:62         |
| 18. | 27. Februar 2021   | Nur-Sultan (2)  | Hartplatz (i) | Denys Moltschanow       | Nathan Pasha Max Schnur                       | 6:4, 6:4          |
| 19. | 10. April 2021     | Split           | Sand          | Andrei Golubew          | Szymon Walków Jan Zieliński                   | 7:5, 6:75, [10:5] |
| 20. | 12. Juni 2021      | Bratislava      | Sand          | Denys Moltschanow       | Sander Arends Luis David Martínez             | 7:65, 6:1         |
| 21. | 18. Juni 2021      | Prostějov       | Sand          | Gonçalo Oliveira        | Roman Jebavý Zdeněk Kolář                     | 1:6, 7:65, [10:6] |
| 22. | 11. September 2021 | Kiew            | Sand          | Orlando Luz             | Denys Moltschanow Serhij Stachowskyj          | 6:4, 6:4          |
| 23. | 12. November 2022  | Bratislava      | Hartplatz (i) | Denys Moltschanow       | Petr Nouza Andrew Paulson                     | 4:6, 6:4, [10:6]  |
| 24. | 23. Juni 2023      | Ilkley          | Rasen         | Gonzalo Escobar         | Robert Galloway John-Patrick Smith            | 2:6, 7:5, [11:9]  |
| 25. | 30. März 2024      | Girona          | Sand          | Gonzalo Escobar         | Jonathan Eysseric Albano Olivetti             | 7:61, 6:4         |

#### Finalteilnahmen
| Nr. | Datum            | Turnier          | Belag         | Partner              | Finalgegner                       | Ergebnis          |
| --- | ---------------- | ---------------- | ------------- | -------------------- | --------------------------------- | ----------------- |
| 1.  | 9. Januar 2022   | Melbourne        | Hartplatz     | Aisam-ul-Haq Qureshi | Wesley Koolhof Neal Skupski       | 4:6, 4:6          |
| 2.  | 20. Februar 2022 | Delray Beach     | Hartplatz     | Aisam-ul-Haq Qureshi | Marcelo Arévalo Jean-Julien Rojer | 2:6, 7:65, [4:10] |
| 3.  | 22. April 2023   | Banja Luka       | Sand          | Francisco Cabral     | Jamie Murray Michael Venus        | 5:7, 2:6          |
| 4.  | 17. Juni 2023    | ’s-Hertogenbosch | Rasen         | Gonzalo Escobar      | Wesley Koolhof Neal Skupski       | 6:71, 2:6         |
| 5.  | 5. August 2023   | Kitzbühel        | Sand          | Gonzalo Escobar      | Alexander Erler Lucas Miedler     | 4:6, 4:6          |
| 6.  | 24. Februar 2024 | Los Cabos        | Hartplatz     | Gonzalo Escobar      | Max Purcell Jordan Thompson       | 5:7, 6:72         |
| 7.  | 20. Oktober 2024 | Antwerpen        | Hartplatz (i) | Robert Galloway      | Alexander Erler Lucas Miedler     | 4:6, 6:1, [8:10]  |

## Abschneiden bei Grand-Slam-Turnieren

### Einzel
| Turnier         | 2013 | 2014 | 2015 | 2016 | 2017 | 2018 | 2019 | Karriere |
| --------------- | ---- | ---- | ---- | ---- | ---- | ---- | ---- | -------- |
| Australian Open | Q1   | 1    | Q2   | Q3   | —    | —    | Q2   | 1        |
| French Open     | Q1   | 2    | Q1   | Q3   | —    | Q1   | Q1   | 2        |
| Wimbledon       | Q2   | 1    | 1    | Q1   | Q2   | —    | Q1   | 1        |
| US Open         | Q2   | 2    | 1    | Q3   | Q1   | —    | Q1   | 2        |

### Doppel
| Turnier         | 2014 | 2015 | 2016 | 2017 | 2018 | 2019 | 2020 | 2021 | 2022 | 2023 | 2024 | 2025 | Karriere |
| --------------- | ---- | ---- | ---- | ---- | ---- | ---- | ---- | ---- | ---- | ---- | ---- | ---- | -------- |
| Australian Open | —    | —    | —    | —    | —    | —    | —    | —    | 2    | 2    | 1    | 1    | 2        |
| French Open     | —    | —    | —    | —    | —    | —    | —    | —    | 1    | AF   | 2    |      | AF       |
| Wimbledon       | 2    | —    | —    | —    | —    | —    |      | 1    | 2    | 1    | 1    |      | 2        |
| US Open         | —    | —    | —    | —    | —    | —    | —    | 1    | 2    | 1    | 1    |      | 2        |

Zeichenerklärung: S = Turniersieg; F, HF, VF, AF = Einzug ins Finale / Halbfinale / Viertelfinale / Achtelfinale; 1, 2, 3 = Ausscheiden in der 1. / 2. / 3. Hauptrunde; Q1, Q2, Q3 = Ausscheiden in der 1. / 2. / 3. Qualifikationsrunde; nicht ausgetragen